# Роджер Пенске
Роджер Пенске (англ. Roger S. Penske; нар. 20 лютого, 1937 року) — американський підприємець, власник автомобільної компанії Penske Corporation та автогоночної команді Team Penske.

## Особисте життя
Пенске має п'ятьох дітей — двох від першої дружини Лізи та три від другої, Кеті: Роджер-молодший, Григорій, Блер, Марк, і Джей Пенске.
Колекціонер автомобілів, має багато рідкісних екземплярів, у тому числі Ferrari FXX, яких було вироблено тільки 30 штук.

## Політична активність
У 2012 році Пенске Рейсінг пожертвувало 500 тис. доларів на передвиборчу кампанію кандидата у Президенти США Мітта Ромні. Також Пенске розглядався як потенційний кандидат на пост міського голови Детройта, але відмовився починати передвиборчу кампанію.